# Milton Nascimento
Milton Nascimento (ur. 26 października 1942 w Rio de Janeiro) – brazylijski wokalista, gitarzysta, kompozytor i bard.

## Dzieciństwo
Nascimento dorastał w Laranjeiras i Tijuca. Jako niemowlę został adoptowany przez małżeństwo, dla którego pracowała jego matka. Przybranymi rodzicami zostali Josino Brito Campos, urzędnik bankowy, nauczyciel matematyki i elektrotechnik oraz Lília Silva Campos, nauczycielka muzyki. Naturalna matka zmarła, gdy artysta miał 18 miesięcy. Opiekunowie przenieśli się wtedy do Três Pontas w regionie Minas Gerais.

## Początki kariery
Milton Nascimento grał w dwóch zespołach grających sambę: Evolussamba i Sambacana. W 1963 przeprowadził się do Belo Horizonte, gdzie poznał Lo Borgesa z Borges Brothers i włączył się w ruch Clube da Esquina. Na festiwalu piosenki w 1968 roku jego talent został odkryty przez Eumira Deodato, który to polecił go producentowi jazzowemu Creedowi Taylorowi (założyciel m.in. firm fonograficznych CTI i Impulse!). Zaowocowało to wydaniem płyty Courage.
Muzyka Nascimento opiera się na bossa novie, brazylijskiej odmianie jazzu. Piosenkarz jest łatwo rozpoznawalny ze względu na śpiew falsetem i dużą rozpiętość skali głosu. Napisał m.in. "Canção da América" i "Coração de Estudante". Tekst "Coração de Estudante" odnosi się do pogrzebu studenta Edsona Luísa, zabitego przez policjanta w 1968 roku. Piosenka stała się hymnem ruchu nawołującego do demokratycznych wyborów w 1984 i była również wykonywana podczas pogrzebu Tancredo Nevesa, pierwszego powszechnie wybranego prezydenta Brazylii po upadku dyktatury wojskowej.

## Kariera międzynarodowa
Przełom nastąpił wraz z występami artysty z saksofonistą jazzowym Wayne'em Shorterem, z którym współpracował przy albumie Native Dancer. Na scenie pojawiał się także z Jorge Ben, Caetano Veloso, Chico Buarque i Gilberto Gil spośród muzyków brazylijskich oraz Paulem Simonem, Jamesem Taylorem, Peterem Gabrielem, Herbiem Hancockiem, Quincym Jonesem i Patem Methenym z zagranicy. Relacja z gitarzystą Warrenem Cuccurullo zaowocowała nawiązaniem współpracy z Duran Duran w 1993. Milton Nascimento został nominowany do nagrody Grammy w latach 1991, 1995 i 1998. W 1998 roku zwyciężył w kategorii "Best World Music Album".

## Dyskografia
- Milton Nascimento (1967)
- Courage (1968)
- Milton Nascimento (1969)
- Milton (1969)
- Milton Nascimento & Lo Borges. Clube do Esquina (1972)
- Milagre dos Peixes (1973)
- Minas (1975)
- Geraes (1976)
- Milton (1976)
- Milton Nascimento & Lo Borges. Clube do Esquina 2, (1978)
- Travessia (1978)
- Journey to Dawn (1979)
- Sentinela (1980)
- Caçador de Mim (1981)
- Anima (1982)
- Quilombo (1982)
- Ao Vivo (1983)
- Encontros E Despedidas (1985)
- A Barca dos Amantes (1986)
- Yauaretê (1987) (z Herbie Hancockiem, Paulem Simonem i Wayne Shorterem)
- Miltons (1989)
- Txai (1990)
- O Planeta Blue na Estrada do Sol (1992)
- Angelus (1994)
- Amigo (1995)
- Nascimento (1997)
- Tambores de Minas (1997)
- Crooner (1999)
- Milton Nascimento & Daniel Barenboim. Brazilian Rhapsody (2000)
- Milton Nascimento & Gilberto Gil. Gil & Milton (2000)
- Pieta (2002)
- Belmondo & Milton Nascimento (2008)